# Payera
Payera là một chi thực vật có hoa trong họ Thiến thảo (Rubiaceae).

## Loài
Chi Payera gồm các loài: